# Спенсер Лі
Спенсер Річард Лі (англ. Spencer Richard Lee; нар. 14 жовтня 1998, Денвер, Колорадо) — американський борець вільного стилю, чемпіонатів світу серед кадетів, дворазовий чемпіонатів світу серед юніорів, Панамериканський чемпіон серед дорослих, срібний призер Олімпійських ігор.

## Життєпис
Його батьки, Ларрі та Кеті, обоє були дзюдоїстами, причому мати була олімпійською дзюдоїсткою Франції. У нього є сестра-близнюк на ім'я Габріель (Габі) Лі. Рідне місто Спенсера Лі — Меррісвілл, штат Пенсільванія, де він виріс.
Боротьбою почав займатися з 2004 року в середній школі у Franklin Regional. Тренер Джоді Стріттматтер (з 2010).
Виграв три чемпіонати NCAA у вазі до 125 фунтів, був двічі володарем Трофею Дена Ходжа і п'ять разів перемагав у All-American. Він мав 98 перемог проти 6 поразок в Айові. До того, як він потрапив до Айови, Лі чотири рази проходив кваліфікацію штату Пенсільванія та тричі ставав чемпіоном штату. Він виграв чемпіонат світу серед кадетів у вазі до 50 кг і став дворазовим чемпіоном світу серед юніорів у тій же ваговій категорії, що зробило його єдиним чемпіоном світу в історії його школи.
У 2024 році виграв Панамериканський чемпіонат та кваліфікувався на літні Олімпійські ігри в Парижі. Там Спенсер Лі дійшов до фіналу, де з рахунком 2:4 поступився представнику Японії Рею Хігуті.

## Спортивні результати на міжнародних змаганнях

### Виступи на Олімпіадах
| Змагання                    | Збірна | Вагова категорія          | Місце  |
| --------------------------- | ------ | ------------------------- | ------ |
| Літні Олімпійські ігри 2024 | США    | вільна боротьба, до 57 кг | Срібло |

### Виступи на Панамериканських чемпіонатах
| Змагання                                   | Збірна | Вагова категорія          | Місце  |
| ------------------------------------------ | ------ | ------------------------- | ------ |
| Панамериканський чемпіонат з боротьби 2024 | США    | вільна боротьба, до 57 кг | Золото |

### Виступи на інших змаганнях
| Змагання                                                      | Країна | Вагова категорія          | Місце  |
| ------------------------------------------------------------- | ------ | ------------------------- | ------ |
| Міжнародний меморіал Білла Фаррелла 2023                      | США    | вільна боротьба, до 57 кг | Золото |
| Олімпійський кваліфікаційний турнір з боротьби 2024 (Стамбул) | США    | вільна боротьба, до 57 кг | Золото |

### Виступи на змаганнях молодших вікових груп
| Змагання                                      | Збірна | Вагова категорія            | Місце  |
| --------------------------------------------- | ------ | --------------------------- | ------ |
| Чемпіонат світу з боротьби серед кадетів 2013 | США    | вільна боротьба, до 50 кг   | 7      |
| Чемпіонат світу з боротьби серед кадетів 2014 | США    | вільна боротьба, до 50 кг   | Золото |
| Чемпіонат світу з боротьби серед юніорів 2015 | США    | вільна боротьба, до 50,0 кг | Золото |
| Чемпіонат світу з боротьби серед юніорів 2016 | США    | вільна боротьба, до 50 кг   | Золото |